# Rio Coreaú
Rio Coreaú är ett vattendrag i Brasilien.   Det ligger i delstaten Ceará, i den nordöstra delen av landet, 1 600 km nordost om huvudstaden Brasília.
Omgivningarna runt Rio Coreaú är huvudsakligen savann. Runt Rio Coreaú är det ganska tätbefolkat, med 75 invånare per kvadratkilometer.